# Daniel Albrecht
Daniel Albrecht, švicarski alpski smučar, Fiesch, Valais, Švica , * 25. maj 1983.
Albrecht velja za enega najbolj talentiranih alpskih smučarjev novega rodu. V svetovnem pokalu je debitiral  januarja 2003 v Schladmingu, v Avstriji. Takrat je imel 20 let. 
Na Svetovnem prvenstvu v alpskem smučanju, leta 2007, v Åreju, na Švedskem, je osvojil kar tri medalje, eno zlato v superkombinaciji, eno srebrno v veleslalomu in eno bronasto, na ekipni tekmi.
Devet mesecev po svetovnem prvenstvu je prvič zmagal na tekmi za svetovni pokal.